# Heliopsis
Heliopsis là một chi thực vật có hoa trong họ Cúc (Asteraceae).

## Loài
Chi Heliopsis gồm các loài: